# 50가지 그림자: 심연 (영화)
《50가지 그림자: 심연》(영어: Fifty Shades Darker)은 2017년 공개된 미국의 영화로, 2015년 영화 《그레이의 50가지 그림자》의 속편이다. 소설 《50가지 그림자: 심연》을 원작으로 한다.

## 출연
- 다코타 존슨 : 아나스타샤 스틸 역
- 제이미 도넌 : 크리스찬 그레이 역
- 킴 베이싱어 : 엘레나 링컨 역
- 벨라 헤스콧 : 레일라 윌리엄스 역
- 마샤 게이 하든 : 그레이 부인 역
- 에릭 존슨 : 잭 하이드 역
- 맥스 마티니 : 제이슨 테일러 역
- 페이 매터슨 : 게일 존스 역
- 루크 그림즈 : 엘리엇 그레이 역
- 엘로이즈 멈포드 : 케이트 카바나 역
- 리타 오라 : 미아 그레이 역
- 콜린 로렌스 : 펜트하우스 손님 역
- 마시 T. 하우스 : 법의학자 역
- 카멜 아미트 : 속삭이는 여자 역
- 리 마이다웁 : 펜트하우스 웨이터 역
- 알버트 니콜라스 : 웨이터 역
- 스테파니 플로리안 : 리포터 역
- 호세 제임스 : 보컬 역